# Cestovní kancelář

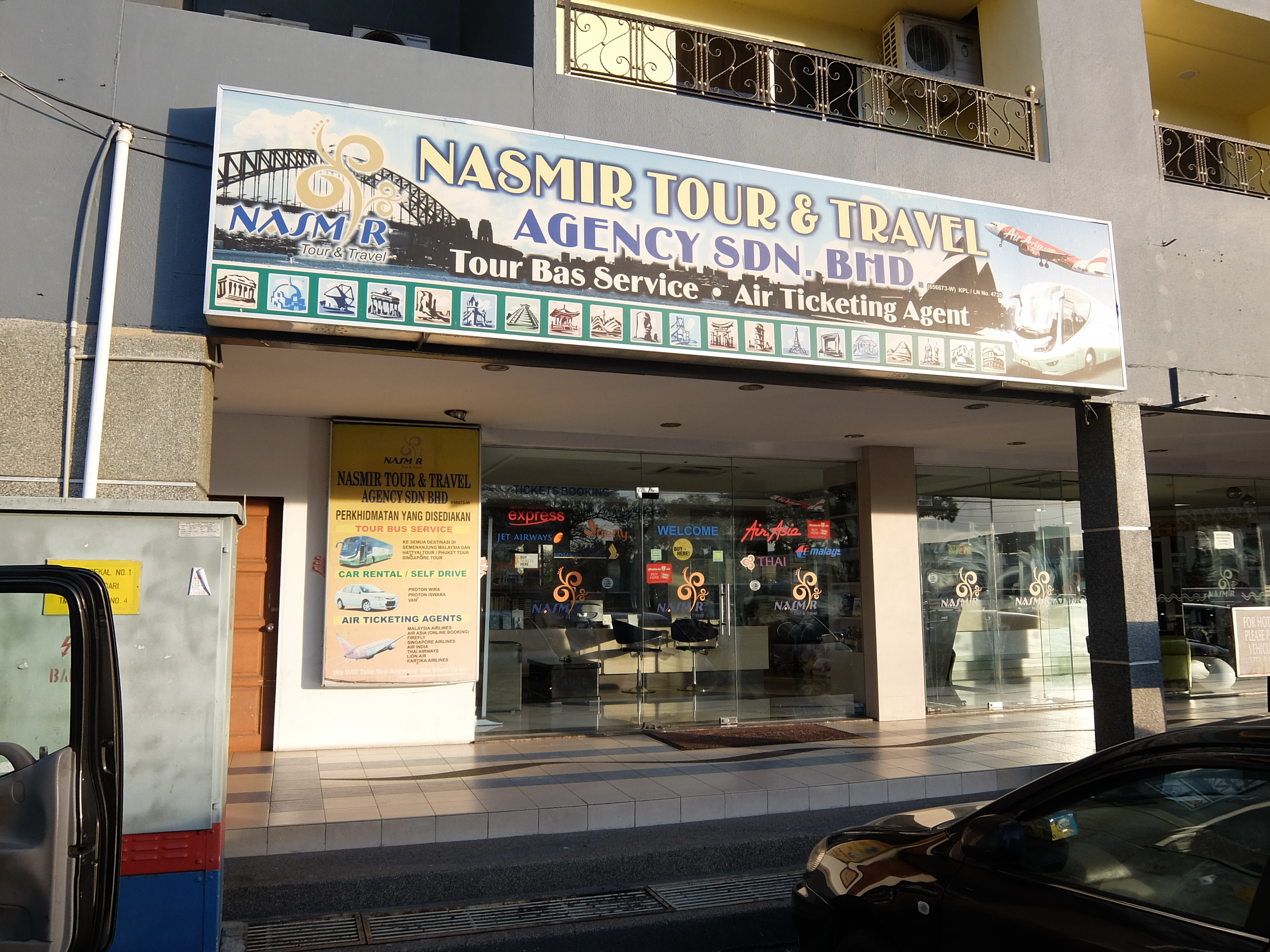
Cestovní kancelář (Malajsie, 2017)

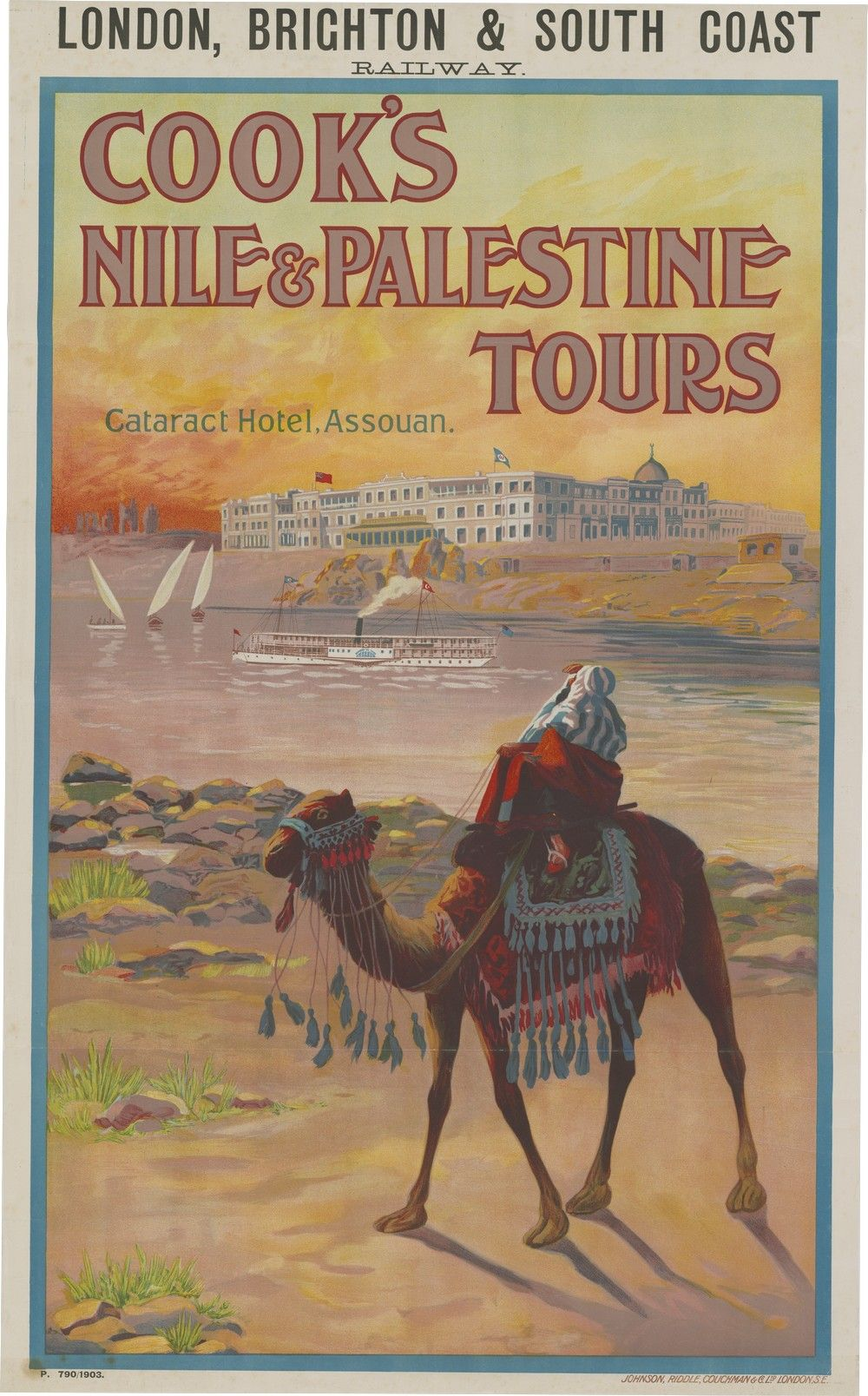
Plakát Thomas Cook & Son (asi 1902)

Cestovní kancelář je firma, která sestavuje a nabízí zájezdy jiným subjektům (zákazník, cestovní agentura). Je základní provozní jednotkou cestovního ruchu, předmětem její činnosti je zprostředkování, organizování a zabezpečování služeb spojených s cestovním ruchem. Cestovní kancelář nese plnou zodpovědnost za realizace zájezdů, jež nabízí.

## Náležitosti činnosti
Cestovní kancelář se v České republice provozuje jako koncesovaná živnost. Dle zákona je provozovatel cestovní kanceláře podnikatel, který je na základě koncese oprávněn nabízet a prodávat zájezdy.
Cestovní kancelář může nabízet a prodávat jednotlivé služby cestovního ruchu, případně podle individuální objednávky prodávat jejich kombinaci; prodávat jednotlivé služby pro jinou cestovní kancelář, cestovní agenturu, nebo jiné osoby (dopravce, pořadatele kulturních, společenských a sportovních akcí atd.), zprostředkovávat prodej zájezdu pro jinou cestovní kancelář nebo cestovní agenturu a také prodávat věci spojené s cestovním ruchem, jako jsou vstupenky, plány, mapy, jízdní řády, tištěné průvodce, upomínkové předměty.
Cestovní kancelář uzavírá s klientem „cestovní smlouvu“.
Cestovní kanceláře v České republice musí mít pojištění proti úpadku. Veřejně přístupný seznam oprávněných subjektů vede Ministerstvo pro místní rozvoj.

## Historie
Za první cestovní kancelář na světě (a později i největší) se považuje zaniklá britská Thomas Cook & Son.
Nejstarší československou cestovní kanceláří je dnešní Čedok, založený v roce 1920 pod názvem Československá dopravní kancelář.